# Asia Vieira
Asia Molly Vieira, född 18 maj 1982 i Toronto, Ontario, Kanada, är en kanadensisk skådespelare.

## Filmografi i urval
- 2006 - Gospel of Deceit (TV)
- 2006 - I Am an Apartment Building (Kortfilm)
- 2004 - A Home at the End of the World
- 2002 - Guilt by Association (TV)
- 2001 - Dangerous Child (TV)
- 1995 - En minnesvärd jul (TV)
- 1992 - Ge kärleken en chans
- 1991 - Omen IV: Ondskans hämnd (TV)
- 1990 - Lekplatsen (TV)
- 1988 - The Good Mother

## TV-serier i urval
- 2000 - Twice in a Lifetime (Gästroll)
- 1999 - Are You Afraid of the Dark? (Gästroll)
- 1998 - Goosebumps (Gästroll)
- 1996 - 1997 Flash Forward (26 avsnitt)
- 1996 - Wind at My Back (Gästroll)
- 1995 - The Magic School Bus (Gästroll 2 avsnitt)
- 1994 - The Adventures of Dudley the Dragon (Gästroll)
- 1991 - 1993 Street Legal (24 avsnitt)
- 1991 - E.N.G. (Gästroll)